# Святі з нетрів 2: День всіх святих
«Святі з нетрів 2: День всіх святих» (англ. The Boondock Saints II: All Saints Day) — американський кримінальний трилер режисера Троя Даффі 2009 року. Сиквел фільму «Святі з нетрів».

## Сюжет
Останні 8 років брати жили разом з батьком на фермі в Ірландії. Одного разу їх дядько розповідає їм про чутки, що вони причетні до вбивства католицького священика в Бостоні. Хлопці повертаються до Бостона, щоб очистити свою зіпсовану репутацію, і знайти людей, які їх підставили.

## У ролях
- Шон Патрік Фленері — Коннор МакМанус
- Норман Рідус — Мерфі МакМанус
- Джулі Бенц — спеціальний агент ФБР Юніс Блум
- Кліфтон Коллінз-молодший — Ромео
- Девід Делла Рокко — Рокко
- Біллі Коноллі — Ной
- Девід Феррі — детектив Доллі
- Брайан Махоуні — детектив Даффі
- Пітер Фонда — «римлянин»
- Джадд Нельсон — Концезіо Якаветта
- Боб Марлі — детектив Грінлі
- Віллем Дефо — Пол Смекер (камео)

## Цікаві факти
- Роль одного зі спецназівців грає фанат фільму, який виграв у конкурсі на офіційному сайті.
- Джиммі «Fat Hand» Джексон, який згадується у фінальних титрах, був давнім другом Троя Даффі і барабанщиком в групі Boondock Saints, він боровся з пухлиною головного мозку і йому було зроблено багато хірургічних операцій. Після зйомок фільму, були продані гільзи від куль, а виручені гроші були передані йому на лікування.
- Пісня, що звучала під час бою мексиканця Ромео з французом на кораблі — «Мангуст» групи «Fu Manchu».